# François van Aerssen

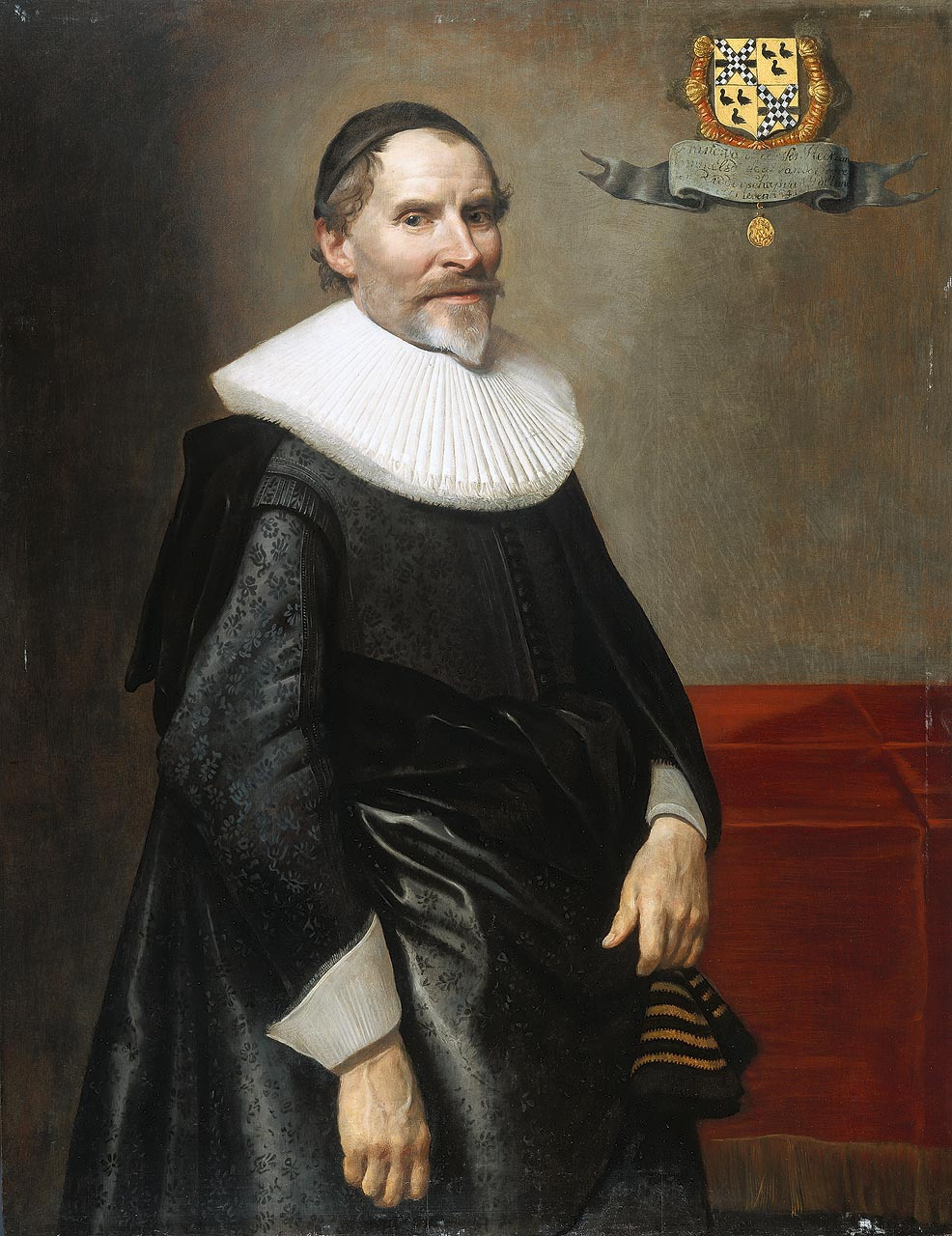
François van Aerssen, gemalt von Michiel van Mierevelt

Baron François van Aerssen (* 27. September 1572 in Brüssel; † 27. Dezember 1641 in Den Haag) – Grundherr von Sommelsdijk, Ooltgensplaat und Spijk – dem bedeutenden Geschlecht Van Aerssen entstammend, war in der ersten Hälfte des 17. Jahrhunderts einer der dominierenden Staatsmänner und Diplomaten der Niederlande.

## Leben
Der Sohn des Brüssler Pensionärs Cornelis van Aerssen wurde bereits im jungen Alter von 26 Jahren von Johan van Oldenbarnevelt als niederländischer Gesandter an den französischen Hof nach Paris entsandt. Hierbei organisierte er für die Republik der Vereinigten Niederlande einen 12-jährigen Waffenstillstand mit Spanien, allerdings gegen die Proteste seitens des Moritz von Oranien. Als Gesandter der Niederlande wurde er im Jahre 1614 von Ratspensionär Oldenbarnevelt zurückberufen, da er im engen Kontakt mit den Hugenotten stand. Diese Parteinahme Aerssens lief der damaligen Politik der Regentin Maria de’ Medici zuwider, und der französische Botschafter in den Niederlanden, Benjamin Aubery du Maurier, hatte Aerssens Absetzung verlangt. Wegen seiner Zurechtweisung durch den Ratspensionär versuchte Van Aerssen in den folgenden Jahren mit allen Mitteln, den mächtigen Staatsmann zu stürzen. Gemeinsam mit Statthalter Moritz von Oranien-Nassau verwickelte er ihn in einen religiösen Prozess, welcher Oldenbarnevelt und seine Verbündeten zum Sturz und zum Tod kommen ließ. Nachträglich kam es in Holland zu Säuberungen, der viele remonstrantisch und Oldenbarnevelt gut gesinnten Stadtregierungen zum Opfer fielen. So geschah dies auch in Amsterdam, als Jakob de Graeff Dircksz – auf das Bestreben von Van Aerssen und Reinier Pauw hin – durch Albert Burgh ersetzt wurde. Im Jahre 1619 benannte ihn Moritz von Oranien zum Mitglied der holländischen Ritterschaft, in welcher Eigenschaft er die oranische Partei verstärkte, und somit eine Mehrheit für die Verurteilung Oldenbarnevelts in der Ritterschaft erzielen konnte.
Nach dem Tod von Moritz von Oranien wurde Van Aerssen zum vertrauten Ratsherrn von Friedrich Heinrich von Oranien. In dieser Zeit war François van Aerssen als niederländischer Gesandter in der Republik Venedig, London und nochmals in Paris tätig. Frankreichs Erster Minister Richelieu bezeichnete ihn hierbei als einen der drei größten Politiker seiner Zeit.
Van Aerssen war im Jahre 1627 im Besitz eines Vermögens von 800.000 Gulden, damit war er eine der reichsten Personen des Goldenen Zeitalters der Niederlande. Er lebte in Den Haag und erbaute in der Stadt Sommelsdijk, wo er Landbesitz erworben hatte, das Van Aerssenhuis (Voorstraat 31). 
Sein Sohn Cornelis van Aerssen war zeit seines Lebens ein treuer Anhänger der Oranier.